# Marlies Veldhuijzen van Zanten-Hyllner

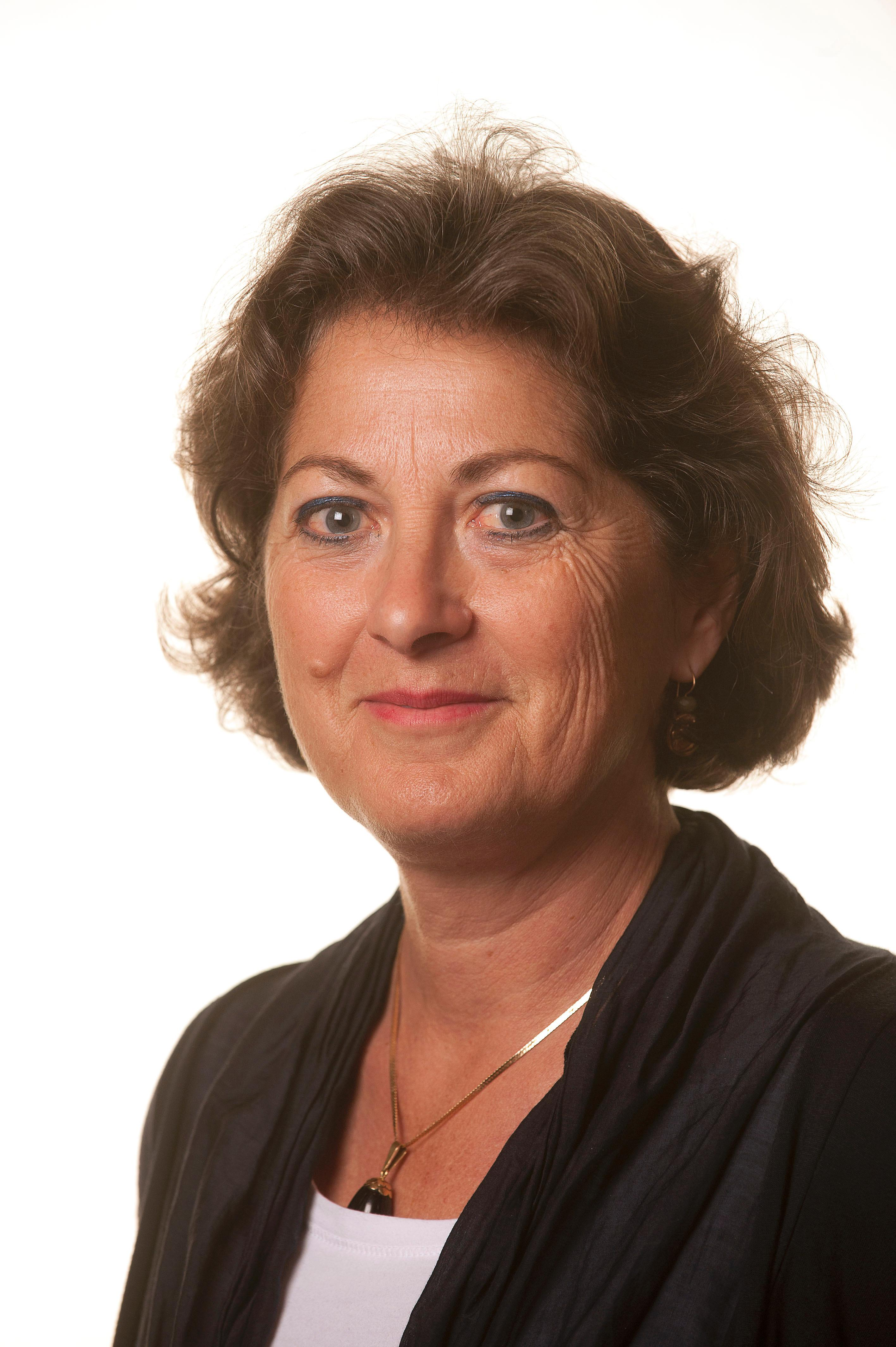
Marlies Veldhuijzen van Zanten-Hyllner (2010)

Marie Louise Lydia Elisabeth (Marlies) Veldhuijzen van Zanten-Hyllner (född i Göteborg, 29 september 1953) är biträdande minister i Nederländerna för folkhälsa, välfärd och sport (Ministerie van Volksgezondheid, Welzijn en Sport) i Mark Ruttes regering. Hennes minister heter Edith Schippers och Marlies titel är Staatssecretaris - ej att förväxla med statssekreterare. Hon är disputerad.  
Hennes mor var nederländska och fadern svensk. Hon studerade medicin och geriatrik vid Universiteit van Amsterdam som är ett av två universitet i Amsterdam och hon har haft en lång civil karriär (bland annat hos stiftelsen SHDH i Haarlem) innan hon blev minister. Hon var docent mellan 1993 och 2005 vid Amsterdams fria universitet. Därefter arbetade hon vid Amstelring, med omvårdnad för äldre. Hon blev medlem av styrelsen för Kungliga nederländska Vetenskapssocieteten, ett hedersuppdrag.
Geert Wilders uppmaning till henne att avsäga sig sitt dubbla medborgarskap löd: "Om Abutaleb (Ahmed Aboutaleb, Rotterdams borgmästare) hade blonda lockar och ett svenskt pass, hade jag sagt exakt samma sak (till honom)."